# Труд (газета, 1881)
Газета «Труд» (1881) — економічна, суспільна, політична і літературна газета. Виходила в Києві упродовж 1881 (129 номерів) — 1882 (68 номерів) по понеділках, середах і п'ятницях, інколи з додатками.
Редакція розташовувалася по вул. Михайлівській у будинку редактора-видавця Г. Корчака-Новицького. У газеті друкувалися урядові розпорядження з усіх галузей державного керівництва, із питань законодавчої, судової та адміністративної діяльності, хроніка міських подій, статті з історії, статистики, педагогіки, етнографії. Газета є одним із небагатьох джерел, де вміщені звіти про засідання Історичного товариства Нестора літописця. Уперше в Україні В. Горленком надруковано уривки повісті Т. Шевченка «Прогулка с удовольствием и не без морали».
Газета вміщувала закордонні новини, беручи їх з ін. газет, журналів, користуючись послугами міжнародного телеграфного агентства і власними кореспондентами.
Центри передплати та розповсюдження газети перебували в Санкт-Петербурзі, Москві, Парижі (Франція), Варшаві, Харкові, Полтаві, Катеринославі (нині м. Дніпропетровськ), Тифлісі (нині м. Тбілісі, Грузія) та ін. Припинила виходити після видання часопису «Кіевская старина» 1882.